# بومانت (کالیفرنیا)
بومانت (به انگلیسی: Beaumont) شهری در شهرستان ریورساید، کالیفرنیا ایالت کالیفرنیا است که در سرشماری سال ۲۰۱۰ میلادی، ۳۶۸۷۷ نفر جمعیت داشته است.